# Marian Vayreda
Marian Vayreda y Villa (Olot, 1853-Barcelona, 1903) fue un escritor español.

## Biografía
Nació en el seno de una familia de la nobleza rural, ideológicamente carlista, hermano de Joaquín Vayreda, pintor y Estanislao Vayreda, botánico. Tras la muerte de su padre en 1872 formó parte del estado mayor de Francisco Savalls durante la Tercera Guerra Carlista.
En 1875, el devenir de la guerra le fuerza al exilio, y se instala con su hermano Joaquín y el pintor Josep Berga Boix en la localidad francesa de Sète, donde comienza a pintar. Marchó a París en 1876 para estudiar en el taller de Jean-Léon Gérôme y regresó a Barcelona en 1877, matriculándose en la Escuela de Bellas Artes. En 1878 se instala en Olot y se dedica a pintar paisajes y escenas costumbristas e históricas. En Olot fundó la revista literaria El Olotense, que en 1890 catalanizó su nombre, convirtiéndose en L'Olotí, y Vayreda se integró en el catalanismo conservador local aunque hasta 1896 mantuvo la militancia carlista. En 1891 publica en La Veu de Catalunya su primer cuento, «El roure dels penjats».
En 1898 publicó Recorts de la darrera carlinada, basada en sus recuerdos autobiográficos de su participación en la tercera guerra carlista, mezclado con una fina ironía. En 1900 se publica la novela Sang nova (1900), novela de tesis centrada en el catalanismo conservador. La punyalada (1904), su mejor obra, se publicó póstumamente.
En su novela La punyalada, Vayreda ya describió magistralmente el estado psicológico que más adelante se conocería por el nombre de síndrome de Estocolmo.